# Ministerio de la Mujer y la Equidad de Género
El Ministerio de la Mujer y la Equidad de Género es un ministerio del Estado de Chile encargado de colaborar con el presidente de la República en el diseño, coordinación y evaluación de las políticas, planes y programas destinados a promover la equidad de género, la igualdad de derechos y de procurar la eliminación de toda forma de discriminación arbitraria en contra de las mujeres. Desde el 11 de marzo de 2022, la ministra del ramo es la periodista Antonia Orellana Guarello, mientras que la subsecretaria respectiva es Claudia Donaire Gaete; actuando ambas bajo el gobierno de Gabriel Boric.
Fue creado durante el segundo gobierno de Michelle Bachelet mediante la Ley 20.820, publicada en el Diario Oficial el 20 de marzo de 2015. Entró en funciones el 1 de junio de 2016, conforme a lo establecido en el Decreto con Fuerza de Ley (DFL) 1, del 11 de marzo de 2016. No reemplazó al entonces Servicio Nacional de la Mujer (Sernam), que pasó a depender del nuevo ministerio y a llamarse Servicio Nacional de la Mujer y la Equidad de Género (SernamEG).

## Historia

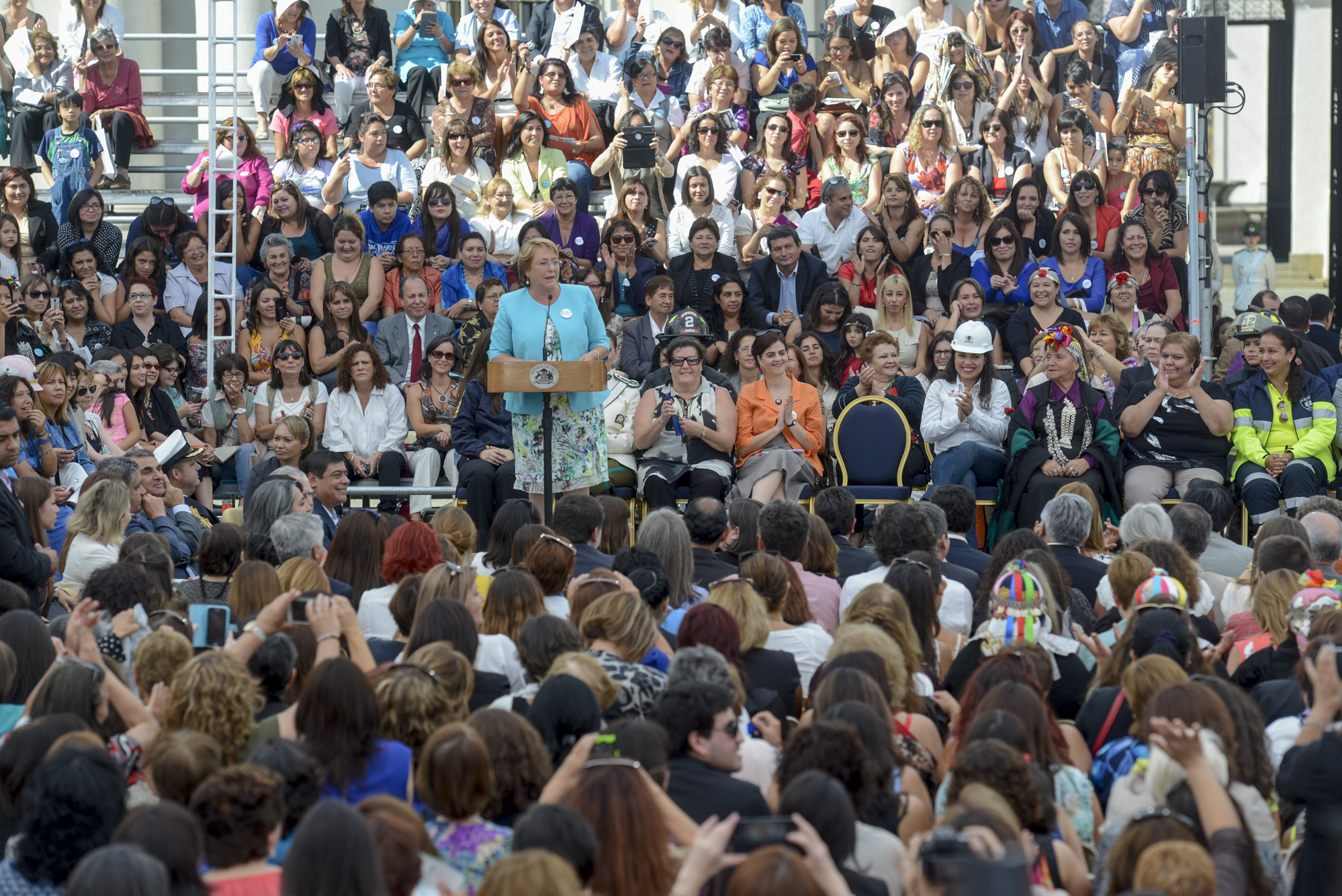
Promulgación de la ley que creó el ministerio, por la presidenta Michelle Bachelet

El proyecto de ley de este ministerio surgió como iniciativa del segundo gobierno de Michelle Bachelet, quien firmó el mensaje que le dio origen el 27 de marzo de 2014, siendo posteriormente ingresado al Congreso Nacional, siendo aprobado en enero de 2015.
Este ministerio fue creado por ley promulgada por la presidenta Michelle Bachelet el 8 de marzo de 2015, en una ceremonia celebrada en el marco del Día Internacional de la Mujer y publicada en el Diario Oficial, como la ley 20.820, el 20 de marzo de 2015. No reemplazó al Servicio Nacional de la Mujer, que pasó a depender del nuevo ministerio y a llamarse Servicio Nacional de la Mujer y la Equidad de Género.
De acuerdo a las disposiciones transitorias de la ley que creó este ministerio —ley 20.820—, dentro del plazo de un año contado desde la fecha de publicación de esta, la presidenta debía determinar, mediante uno o más decretos con fuerza de ley (DFL), expedidos a través del Ministerio de Desarrollo Social, suscritos también por el ministro de Hacienda, la o las fechas para la entrada en vigencia del articulado permanente de la ley, de las plantas que fije, del traspaso y del encasillamiento que se practique y de la iniciación de actividades del Ministerio de la Mujer y la Equidad de Género. 
El 11 de marzo de 2016 se promulgó el DFL Nº 1, publicado en el Diario Oficial el de abril de 2016, el cual dispuso que la fecha de entrada en vigencia del articulado permanente de la ley 20.820, de las plantas de personal que se establecen en los artículos 1° y 3° de dicho DFL; y de la iniciación de actividades del Ministerio de la Mujer y la Equidad de Género sería a contar del día primero del mes subsiguiente al de la publicación del mismo decreto con fuerza de ley, esto es, el 1 de junio de 2016.
La primera ministra de la Mujer y la Equidad de Género, Claudia Pascual, entonces directora del Sernam, fue nombrada por la presidenta Michelle Bachelet el 3 de junio de 2016.

## Funciones
Este ministerio, actuando como órgano rector, debe velar por la coordinación, consistencia y coherencia de las políticas, planes y programas en materia de equidad de género, los que han de incorporarse en forma transversal en la actuación del Estado. Le corresponde planificar y desarrollar políticas y medidas especiales con pertinencia cultural, destinadas a favorecer la igualdad de derechos y de oportunidades entre hombres y mujeres, procurando eliminar toda forma de discriminación arbitraria basada en el género, la plena participación de las mujeres en los planos cultural, político, económico y social, así como el ejercicio de sus derechos humanos y libertades fundamentales y velar por el cumplimiento de las obligaciones contenidas en los tratados internacionales ratificados por Chile en la materia y que se encuentren vigentes.

## Organización
El ministerio se organiza de la siguiente manera:

### Ministra de la Mujer y la Equidad de Género
La ministra o ministro de la Mujer y la Equidad de Género tiene a su cargo la dirección superior de esta secretaría de Estado y las funciones que establece el artículo 3° de la ley n° 20.820. A su vez, ejerce la conducción política del Ministerio y actúa como colaboradora inmediata de la o del presidente de la República en la generación de políticas, planes y programas orientados a la equidad de género, la igualdad de derechos y eliminación de la discriminación arbitraria contra las mujeres: En especial, le corresponde;
- Proponer las políticas, planes y programas en las materias de competencia del Ministerio.
- Proponer e impulsar las iniciativas legales que propendan a la equidad de género, la igualdad de derechos y a la eliminación de la discriminación arbitraria contra las mujeres; Velar por el cumplimiento de las normas dictadas en la esfera de su competencia.
- Velar por el cumplimiento de los tratados internacionales sobre derechos humanos de las mujeres y la equidad de género, ratificados por Chile y que se encuentren vigentes, especialmente aquellos que guarden relación con la eliminación de todas las formas de discriminación arbitraria y de violencia contra las mujeres.
- Conducir las acciones de cooperación con organismos internacionales dedicados a los derechos humanos de las mujeres y la equidad de género, sin perjuicio de las atribuciones que le correspondan al Ministerio de Relaciones Exteriores; presidir el Comité Interministerial para la Igualdad de Derechos y la Equidad de Género
- Designar a los integrantes del Consejo Asesor (CA) que le presta asesoría en materias de igualdad de derechos y equidad de género.
- Delegar en la subsecretaria o subsecretario, en las jefas o jefes de División, o en otra funcionaria o funcionario de su dependencia, por resolución fundada, el ejercicio de las atribuciones que le corresponden, de conformidad a lo dispuesto en el artículo 41 de la ley N° 18.575;
- Ejercer el control jerárquico permanente, dentro del ámbito de su competencia, mediante la debida coordinación con la subsecretaria o subsecretario; ejercer todas las demás funciones que la ley le encomiende.

### Comité Interministerial
El Comité Interministerial, es un organismo que tiene como función colaborar en la implementación de las políticas, planes y programas orientados a la igualdad de derechos entre mujeres y hombres, incorporando la perspectiva de género en la actuación del Estado.
El Comité es una instancia de coordinación, información, orientación y acuerdo para las políticas públicas en esta materia. Está integrado por:
1. La Ministra de la Mujer y la Equidad de Género, quien lo preside.
2. El Ministro del Interior y Seguridad Pública.
3. El Ministro de Defensa Nacional.
4. El Ministro de Hacienda.
5. El Ministro Secretario General de la Presidencia.
6. El Ministro de Economía, Fomento y Turismo.
7. El Ministro de Desarrollo Social y Familia.
8. El Ministro de Educación.
9. El Ministro de Justicia y Derechos Humanos.
10. El Ministro del Trabajo y Previsión Social.
11. El Ministro de Salud.
12. El Ministro de Agricultura.
13. El Ministro de Vivienda y Urbanismo.
14. El Ministro de las Culturas, las Artes y el Patrimonio.

### Consejo Asesor
El Consejo Asesor (CA), reúne a todos los funcionarios del Ministerio. Está presidido por la ministra de la Mujer y la Equidad de Género.

### Secretarías Regionales
Del Ministerio dependen 16 Secretarías regionales ministeriales (Seremi's) de la Mujer y la Equidad de Género.

#### Lista por Región
- Región de Arica y Parinacota: Camila Andrea Roberts Azócar
- Región de Tarapacá: Noemí Salinas Polanco
- Región de Antofagasta: Hanna Goldener Callejas
- Región de Atacama: Marcela Araya
- Región de Coquimbo: María Fernanda Glaser Danton
- Región de Valparaíso: Camila Constanza Lazo Molina
- Región Metropolitana: Ana Raquel Martínez Camorro
- Región del Libertador General Bernardo O'Higgins: Nicolle Astrid del Río Vilches
- Región del Maule: Claudia Morales
- Región de Ñuble: Información no disponible
- Región del Biobío: Lorena Segura
- Región de La Araucanía: Información no disponible
- Región de Los Ríos: Información no disponible
- Región de Los Lagos: Macarena Gré Briones
- Región de Aysén del General Carlos Ibáñez del Campo: Andrea Méndez Valenzuela
- Región de Magallanes y de la Antártica Chilena: Sylvia Ruiz

### Servicio Nacional de la Mujer y la Equidad de Género
El Servicio Nacional de la Mujer y la Equidad de Género (SernamEG), es un servicio público funcionalmente descentralizado, dotado de personalidad jurídica y de patrimonio propio, encargado de ejecutar las políticas, planes y programas que le encomiende el Ministerio de la Mujer y la Equidad de Género.

### Departamentos
Del ministerio dependen los siguientes departamentos;
- Departamento de Comunicaciones
- Departamento de Reformas Legales
- Departamento de Relaciones Internacionales
- Departamento de Auditoría

### Divisiones
Asimismo, tiene a su dependencia cinco divisiones;
- División Jurídica
- División de Política de Igualdad
- División de Estudios y Capacitación en Género
- División de Planificación y Control de Gestión
- División de Administración y Finanzas

## Lista de ministras
Aunque institucionalmente no existe una normativa de obligatoriedad de género, a la fecha el Ministerio ha sido dirigido únicamente por mujeres.
- Partidos:

     – Partido Comunista de Chile (PCCh)
     – Partido Socialista de Chile (PS)
     – Independiente (Ind.)
     – Unión Demócrata Independiente (UDI)
     – Renovación Nacional (RN)
     – Convergencia Social (CS)
     – Frente Amplio (FA)
| N°. | Ministra | Ministra                   | Partido | Inicio              | Fin                 | Presidente | Presidente                 |
| --- | -------- | -------------------------- | ------- | ------------------- | ------------------- | ---------- | -------------------------- |
| 1   |          | Claudia Pascual Grau       | PCCh    | 3 de junio de 2016  | 11 de marzo de 2018 |            | Michelle Bachelet Jeria    |
| 2   |          | Isabel Plá Jarufe          | UDI     | 11 de marzo de 2018 | 13 de marzo de 2020 |            | Sebastián Piñera Echenique |
| -   |          | Carolina Cuevas Merino (s) | RN      | 13 de marzo de 2020 | 6 de mayo de 2020   |            | Sebastián Piñera Echenique |
| 3   |          | Macarena Santelices Cañas  | UDI     | 6 de mayo de 2020   | 9 de junio de 2020  |            | Sebastián Piñera Echenique |
| 4   |          | Mónica Zalaquett Said      | UDI     | 9 de junio de 2020  | 11 de marzo de 2022 |            | Sebastián Piñera Echenique |
| 5   |          | Antonia Orellana Guarello  | CS      | 11 de marzo de 2022 | En el cargo         |            | Gabriel Boric Font         |
| 5   | FA       | Antonia Orellana Guarello  |         | 11 de marzo de 2022 | En el cargo         |            | Gabriel Boric Font         |

### Redes sociales
- Ministerio de la Mujer y la Equidad de Género de Chile en X (antes Twitter)
- Ministerio de la Mujer y la Equidad de Género de Chile en Instagram
- Ministerio de la Mujer y la Equidad de Género de Chile en Facebook
- Ministerio de la Mujer y la Equidad de Género de Chile en Flickr

### Otros
- Tramitación del proyecto de ley que crea el Ministerio de la Mujer y la Equidad de Género, y modifica normas legales que indica (Boletín 9287-06) en el sitio de la Cámara de Diputados de Chile
- Guía legal sobre: Ministerio de la Mujer y Equidad de Género
- Sitio web Fundación para la Promoción y Desarrollo de la Mujer (PRODEMU)

- Datos: Q19632198
- Multimedia: Ministerio de la Mujer y la Equidad de Género Gobierno de Chile / Q19632198